# توم بريدغر
توم بريدغر (بالإنجليزية: Tom Bridger)‏ هو سائق سباق بريطاني، ولد في 24 يونيو 1934 في Woolmer Green ‏ في المملكة المتحدة، وتوفي في 30 يوليو 1991 في Logie Coldstone ‏ في المملكة المتحدة.